# A8 (Unia Europejska)
A8 (ang. the A8 countries) – grupa ośmiu krajów Europy kontynentalnej (są to kraje Europy Środkowej i Wschodniej), które są członkami UE od 1 maja 2004 roku (poza Cyprem i Maltą). Nazwa pochodzi grupy od określenia angielskiego Accession countries. Kraje te nie były pełnymi członkami porozumień w sprawie swobodnego przepływu pracowników. Dla krajów tych przewidziane zostały okresy przejściowe w dostępie do rynku pracy zgodnie z modelem „2+3+2”.
Są to: 
- Czechy
- Estonia
- Litwa
- Łotwa
- Polska
- Słowacja
- Słowenia
- Węgry